# Trekking peak

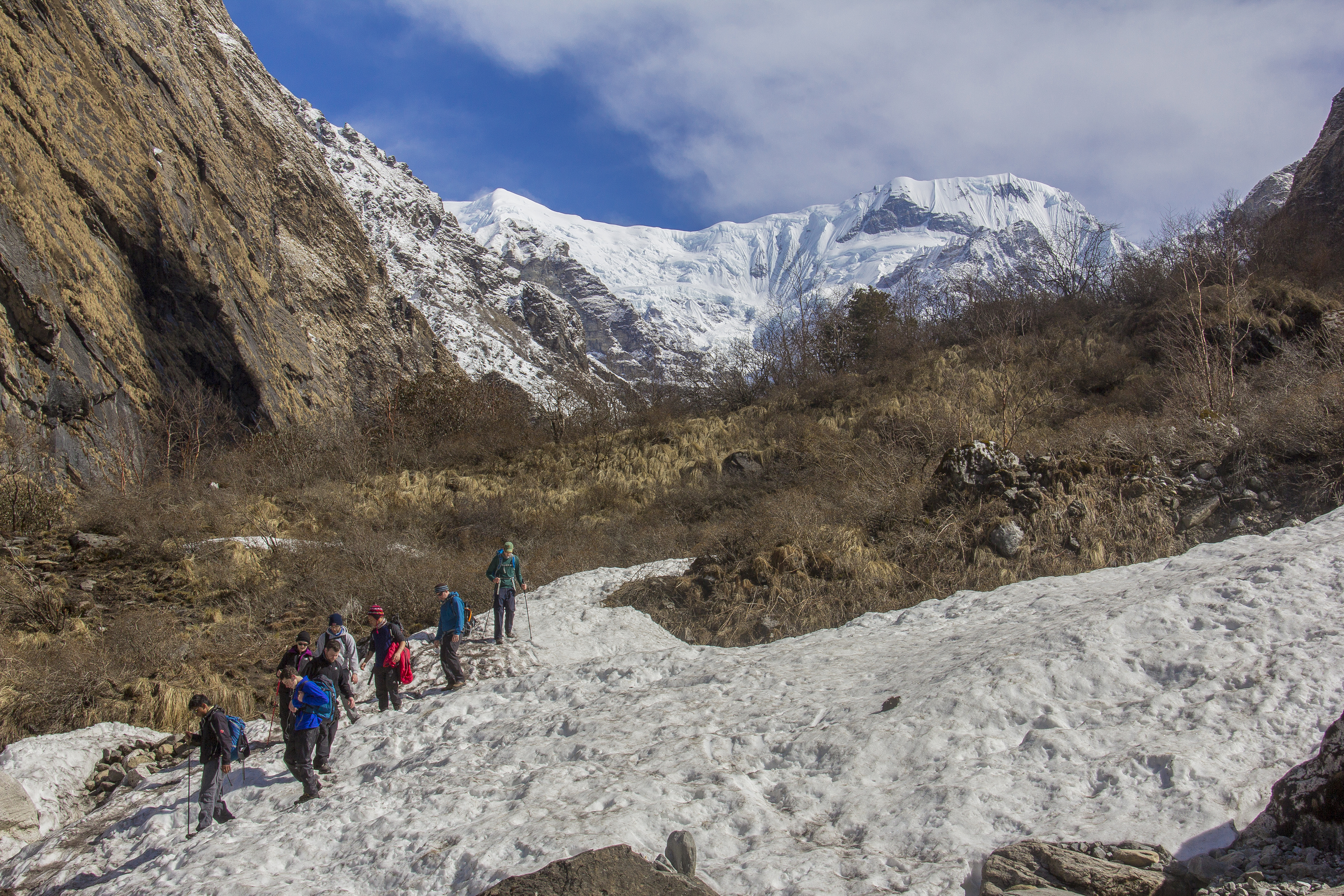
Trekking in Nepal

Un trekking peak è una montagna del Nepal alta meno di 7.000 metri che viene considerata scalabile da chiunque abbia un minimo di preparazione ed esperienza in montagna. Le montagne sono state classificate in varie categorie dalla Nepal Mountaineering Association (NMA).
Mentre alcune possono venire scalate senza l'ausilio di ramponi e piccozze, la maggior parte richiede questo equipaggiamento.
Per poter tentare un trekking peak è necessario vanga rilasciato dalla NMA a Kathmandu un permesso (non rimborsabile).
Le montagne alte più di 7.000 metri vengono considerate come cime da spedizione e richiedono tariffe più alte per ottenere i permessi.

## Trekking peak
I trekking peak del Nepal sono i seguenti:
| Peak                      | metri |
| ------------------------- | ----- |
| Chulu Est                 | 6,584 |
| Chulu Ovest               | 6,419 |
| Hiunchuli                 | 6,441 |
| Imja Tse (Island Peak)    | 6,189 |
| Mardi Himal               | 5,555 |
| Khongma Tse (Mehra Peak)  | 5,820 |
| Kusum Kanguru             | 6,367 |
| Kongde Ri                 | 6,187 |
| Lobuche East              | 6,119 |
| Mera Peak                 | 6,476 |
| Naya Kanga                | 5,844 |
| Paldor Peak               | 5,928 |
| Pharchamo                 | 6,187 |
| Pisang                    | 6,091 |
| Pokalde                   | 5,806 |
| Ramdung                   | 5,925 |
| Singu Chuli (Fluted Peak) | 6,501 |
| Tharpu Chuli (Tent Peak)  | 5,500 |

## Costi
Nel 2004 il costo del permesso costava 350 dollari da uno a quattro membri, con un'addizionale di 40 per altri quattro membri e ulteriori 25 per gli ultimi quattro componenti. Il numero massimo di persone che potevano partecipare ad una spedizione era di dodici.